# 서클립

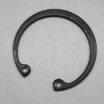
내부 서클립

C-클립으로도 알려진 서클립은 잠금 장치 또는 개방 단부와 반 연질 금속 링으로 구성된 고정 링의 유형이다. 서클립은 종종 고정된 연결을 보호하는데 사용된다.

## 설치 및 윤활
서클립이 판금밖으로 찍히므로 부드러운면과 거친면이 있다. 잠재적인 손상을 방지하기 위해, 서클립은 일부분과 거친면이 바깥쪽을 향하도록 부드러운면이 설치된다. 습식 또는 건식 윤활은 그 기능을 유지하기 위해 고정 링이 요구된다.